# Alluaudomyia conjucta
Alluaudomyia conjucta är en tvåvingeart som först beskrevs av Jean-Jacques Kieffer 1918.  Alluaudomyia conjucta ingår i släktet Alluaudomyia och familjen svidknott.
Artens utbredningsområde är Guinea. Inga underarter finns listade i Catalogue of Life.